# Chỉ số vị trí
Trong danh pháp hóa hữu cơ, chỉ số vị trí (tiếng Anhː locant) là một ký tự được sử dụng để xác định vị trí một nhóm chức hoặc nhóm thế trong một phân tử hữu cơ.

## Các loại chỉ số vị trí
Chỉ số vị trí hiện tại sử dụng các ký hiệu sau để đánh dấu:
- Ký hiệu bằng số Ả Rập, ví dụ, 1, 2, 3; hoặc sau chữ số có dấu nháy, ví dụ, 1′, 1′′′, 2′′... Dấu nháy được thêm vào để phân biệt giữa cùng một vị trí trong cùng một phần hoặc các phần khác nhau của cấu trúc phân tử;
- Ký hiệu bằng chữ cái viết thường, ví dụ, 3a, 3b; hoặc chữ cái in hoa viết nghiêng, ví dụ, O, N, P;
- Ký hiệu bằng chữ cái Hy Lạp viết thường, ví dụ, α-, β-, γ-;
- Kết hợp nhiều cách ký hiệu, ví dụ, 1(10) và 5(17).

Các ký hiệu chỉ số vị trí o-, m-, p- không còn được khuyến nghị nữa thay vào đó cần sử dụng chỉ số vị trí 1,2-, 1,3- và 1,4- trong danh pháp thay thế. Tuy nhiên cũng có một số ngoại lệ như ba đồng phân của xylen và cresol vẫn được công nhận là o-, m-, p-xylene và o-, m-, p-cresol trong danh pháp IUPAC chung. Các tiền tố của nhóm nguyên tử o-, m- và p-tolyl vẫn được công nhận trong danh pháp chung và không khuyến nghị viết cách khác.
Việc kết hợp nhiều cách ký hiệu, ví dụ, 32, 2a1, N2' và O3 đã được đưa vào các khuyến nghị của IUPAC (2013). Chúng được sử dụng để chỉ vị trí trong danh pháp của phân tử hữu cơ dạng vòng, steroid, tetrapyrrole, amino acid và peptide.

## Đánh dấu vị trí bằng số tự nhiên
Liên minh Hóa học thuần túy và ứng dụng quốc tế (IUPAC) khuyến nghị sử dụng tiền tố là số tự nhiên để chỉ vị trí của các nhóm thế, thường bằng cách xác định chuỗi hydride nền (parent hydride) và gán số cho các nguyên tử carbon dựa trên các nhóm thế liên kết với chúng của chúng theo thứ tự ưu tiên. Ví dụ, có ít nhất hai đồng phân dạng phẳng của pentanon, một keton có mạch chính gồm năm nguyên tử carbon. Có một nguyên tử oxy liên kết với một trong ba nguyên tử carbon ở giữa (nếu nó được liên kết với một nguyên tử carbon cuối cùng thì phân tử đó sẽ là aldehyde hoặc alcohol chứ không phải keton). Với 2 cách liên kết khác nhau của nguyên tử oxy thì tạo ra 2 đồng phân của pentanon.
Trong ví dụ này, các nguyên tử carbon được đánh số từ 1 đến 5, bắt đầu ở một đầu của mạch carbon và tiếp tục đến hết mạch. Vì là keton nên nguyên tử oxy chỉ có thể liên kết với nguyên tử carbon số 2, 3 hoặc 4. Tuy nhiên, nếu oxy liên kết với nguyên tử carbon 2 hoặc 4 sẽ tạo sản phẩm như nhau khi xoay phân tử 180°.
Chỉ số vị trí lúc này chính là số thứ tự của nguyên tử carbon mà nguyên tử oxy đã liên kết. Nếu oxy được liên kết với carbon ở giữa thì chỉ số vị trí của carbon là 3. Nếu oxy liên kết với một nguyên tử carbon 2 hoặc 4 thì sẽ được gán vị trí 2 vì quy tắc đánh dấu vị trí chọn số (hoặc bộ chỉ số) nhỏ hơn. Vì vậy, chỉ số vị trí của là carbon là 2 hoặc 3 trong phân tử này. Trong trường hợp phân tử chứa cùng lúc nhiều đồng vị của nguyên tử, ví dụ 12C và 14C thì chỉ số vị trí thấp hơn được gán cho nguyên tử của đồng vị có số khối cao hơn.
Chỉ số vị trí xuất hiện trong tên của phân tử để xác định chính xác cấu tạo phân tử. Do đó, phân tử được đặt tên là pentan-2-on hoặc pentan-3-on, tùy thuộc vào vị trí của nguyên tử oxy.
Bất kỳ mạch nhánh nào cũng có thể thay thế cho oxy và nhóm thế này cũng được đánh số tương tự như ví dụ trên.

## Đánh dấu vị trí bằng chữ cái Hy Lạp

α- và β-carbon trong công thức khung của benzylaceton

Công thức khung của acid butyric với các nguyên tử carbon α, β và γ được đánh dấu

Một cách đánh dấu vị trí phổ biến khác sử dụng tiền tố chữ cái Hy Lạp, hệ thống này rất hữu ích trong việc xác định vị trí tương đối của các nguyên tử carbon cũng như nguyên tử hydro với các nhóm chức năng khác.
α-carbon (alpha-carbon) dùng để chỉ nguyên tử carbon đầu tiên gắn vào một nhóm chức, chẳng hạn như carbonyl. Nguyên tử carbon thứ hai được gọi là β-carbon (beta-carbon), nguyên tử thứ ba là γ-carbon (gamma-carbon) và hệ thống đánh dấu tiếp tục theo thứ tự bảng chữ cái Hy Lạp.
Danh pháp này cũng được áp dụng cho các nguyên tử hydro gắn với nguyên tử carbon. Một nguyên tử hydro gắn với α-carbon được gọi là α-hydro, nguyên tử hydro trên β-carbon được gọi là β-hydro, v.v.
Khi sử dụng cách đánh dấu này ở các phân tử hữu cơ có nhiều nhóm chức sẽ xảy ra mâu thuẫn về quy tắc đánh dấu. Nói chung, nhóm chức lúc này là nhóm 'tham chiếu' cho mục đích đánh dấu nguyên tử carbon. Ví dụ, các phân tử nitrostyren và phenethylamin khá giống nhau. Tuy nhiên, nguyên tử α-carbon của nitrostyrene nằm cạnh nhóm phenyl trong khi ở phenethylamine thì nguyên tử carbon nằm cạnh nhóm phenyl được đánh dấu là β-carbon, vì phenethylamin là một amin do đó thứ tự đánh dấu của nó bắt đầu từ nhóm chức amin, không phải nhóm phenyl.

Nitrostyren
Phenetylamin

### Protein và amino acid
Trong protein và amino acid, α-carbon là carbon chính ở trước nguyên tử carbon trong nhóm carbonyl trong phân tử. Do đó, đọc dọc theo mạch carbon của một protein điển hình sẽ cho ra một chuỗi –[N—Cα—carbonyl C]n – v.v. (khi đọc theo hướng đầu N đến đầu C). Mạch có α-carbon là nơi các nhóm thế khác nhau gắn vào và tạo ra amino acid khác nhau. Nghĩa là các nhóm thế gắn với chuỗi chứa α-carbon chính là yếu tố mang lại sự đa dạng cho các amino acid. Các nhóm thế này mang lại cho α-carbon các đặc tính lập thể đối với mọi amino acid ngoại trừ glycin. Do đó, α-carbon là trung tâm lập thể của mọi amino acid ngoại trừ glycine. Glycine cũng không có β-carbon, trong khi mọi amino acid khác đều có.
α-carbon của amino acid có vai trò quan trọng trong việc cuộn gập protein. Khi mô tả một protein (vốn là một chuỗi các amino acid), người ta thường coi vị trí của mỗi amino acid là vị trí của α-carbon của nó. Nhìn chung, các α-carbon của các amino acid liền kề trong protein cách nhau khoảng 3,8 Ångström (380 picomet).

### Enol và enolate
α-carbon rất quan trọng đối với hóa học carbonyl dựa trên enol và enolat. Nói chung, kết quả phản ứng hóa học bị ảnh hưởng bởi sự chuyển đổi thành enolate hoặc enol, dẫn đến α-carbon hoạt động như một nucleophile. Ví dụ, carbonyl (như aldehyde hoặc keton) sẽ bị alkyl hóa khi có mặt haloalkan bậc một theo cơ chế phản ứng thế ái nhân (nucleophilic substitution), trong đó tác nhân nucleophile là carbon trong nhóm carbonyl. Tuy nhiên khi carbonyl phản ứng với silyl halide (R-SiX3, trong đó X là Cl, Br hoặc I) thì nguyên tử oxy trong nhóm carbonyl đóng vai trò là nucleophile để tạo ra silyl enol ete.